# 异色假卫矛
异色假卫矛（学名：Microtropis discolor）为卫矛科假卫矛属的植物。其种加词“discolor ”意为“异色的”。分布于越南、缅甸、马来西亚、印度、泰国以及中国大陆的云南等地，生长于海拔800米至1,500米的地区，目前尚未由人工引种栽培。